# Say Yes (Nissyの曲)
「Say Yes」（セイ・イエス）は、西島隆弘のソロ名義「Nissy」の楽曲。が2021年4月30日に配信リリースされた。
2021年の配信第2弾シングルで、ダンストラックに乗せたミステリアスなラブソングとなっている。

## ミュージックビデオ
配信日である2021年4月30日にミュージック・ビデオを公開した。ミュージック・ビデオの冒頭には前作「Get You Back」のシーンが挿入されており、続編構成であるが舞台は前作と対照的に神秘的な森である。コレオグラフは「Get You Back」に続きKazuki（s**t kingz）とRIEHATAが担当。

## 記録
オリコンの週間デジタルシングル（単曲）ランキング（2021年5月10日付）では6,993DLで9位に初登場。Billboard JAPANのダウンロード・ソング・チャート“Download Songs”（2021年5月5日公開）では7,070DLで初登場8位を記録している。

## 収録曲
| #         | タイトル    | 作詞      | 作曲      | 編曲      | 時間 |
| --------- | ----------- | --------- | --------- | --------- | ---- |
| 1.        | 「Say Yes」 |           |           |           | 3:45 |
| 合計時間: | 合計時間:   | 合計時間: | 合計時間: | 合計時間: | 3:45 |

## チャート
| チャート                                | 最高順位 | 出典  |
| --------------------------------------- | -------- | ----- |
| Billboard Japan Download Songs          | 8        | [ 6 ] |
| オリコン 週間デジタルシングルランキング | 9        | [ 5 ] |